# Komeil Ghasemi
Komeil Nemat Ghasemi (in persiano کمیل قاسمی‎; Sari, 27 febbraio 1988) è un lottatore iraniano, specializzato nella lotta libera.
Campione olimpico a Londra 2012, a seguito della squalifica per doping di Artur Taymazov e Davit Modzmanashvili.

## Palmarès
- Olimpiadi

Londra 2012: oro nei 120 kg.
Rio de Janeiro 2016: argento nei 125 kg.
- Mondiali

Tashkent 2014: argento nei 125 kg.
- Asiatici

Tashkent 2011: argento nei 120 kg.
Astana 2014: oro nei 125 kg.
Doha 2015: argento nei 125 kg.